# Ruta Provincial 39 (Santa Fe)
La Ruta Provincial 39 es una carretera pavimentada de 100 km de jurisdicción provincial ubicada en el centro de la Provincia de Santa Fe, República Argentina y que la atraviesa de este a oeste casi totalmente.

## Localidades
Las ciudades y pueblos por los que pasa esta ruta de este a oeste son los siguientes (los pueblos con menos de 5.000 habitantes figuran en itálica).

### Provincia de Santa Fe
Recorrido: 100 km
- Departamento San Javier (Santa Fe): San Javier
- Departamento San Justo: Colonia Dolores, Gobernador Crespo
- Departamento San Cristóbal: San Cristóbal, Arrufó, Villa Trinidad